# Reichstagswahlkreis Oberbayern 8

Die Wahlkreisaufteilung des Deutschen Reichs.

Der Reichstagswahlkreis Oberbayern 8 (Wahlkreis 244; Wahlkreis Traunstein) war der Reichstagswahlkreis für die Reichstagswahlen im Deutschen Reich und im Norddeutschen Bund von 1867 bis 1918.

## Wahlkreiszuschnitt
Der Wahlkreis umfasste die Stadt Traunstein und die Bezirksämter Berchtesgaden, Laufen,  Altötting und vom  Rosenheim die Gemeinden Breitbrunn, Chiemsee, Eggstätt und Gstadt. Der Wahlkreis war eine Parteihochburg des Zentrums. Er wurde immer im ersten Wahlgang mit deutlichen Mehrheiten entschieden.
| Jahr | Einwohner |
| ---- | --------- |
| 1890 | 126.651   |
| 1895 | 129.735   |
| 1900 | 136.894   |
| 1905 | 144.395   |
| 1910 | 151.041   |

|      | Landwirtschaft | Industrie und Gewerbe | Handel und Dienstleistungen |
| ---- | -------------- | --------------------- | --------------------------- |
| 1895 | 64,4           | 21,5                  | 14,2                        |
| 1907 | 59,5           | 22,2                  | 18,3                        |

|      | Evangelisch | Katholisch |
| ---- | ----------- | ---------- |
| 1890 | 0,8         | 99,2       |
| 1905 | 1,2         | 98,7       |
| 1910 | 1,3         | 98,5       |

## Abgeordnete
| Wahl                             | Abgeordneter                      | Partei                     | Bild |
| -------------------------------- | --------------------------------- | -------------------------- | ---- |
| Zollparlamentswahl 1868 bis 1871 | Wilhelm von Thüngen               | Bayerische Patriotenpartei | 0    |
| Reichstagswahl 1871 bis 1874     | Maximilian von Seinsheim-Grünbach | Deutsche Zentrumspartei    |      |
| Reichstagswahl 1874 bis 1890     | Karl Senestrey                    | Deutsche Zentrumspartei    | 0    |
| Reichstagswahl 1890 bis 1912     | Anton Lehemeir                    | Deutsche Zentrumspartei    |      |
| Reichstagswahl 1912 bis 1918     | Simon Angerpointner               | Deutsche Zentrumspartei    |      |

## Wahlen

### Zollparlament
Es fand nur ein Wahlgang statt. Die Zahl der gültigen Stimmen betrug 13.857.
| Kandidat            | Partei | Stimmen | in % | Anmerkungen |
| ------------------- | ------ | ------- | ---- | ----------- |
| Wilhelm von Thüngen | BPP    | 7890    | 0    | 0           |

### Reichstagswahl 1871
Es fand ein Wahlgang statt. 24.449 Männer waren wahlberechtigt. Die Zahl der abgegebenen Stimmen betrug 15.360, 28 Stimmen waren ungültig. Die Wahlbeteiligung betrug 63,8 %.
| Kandidat                          | Partei   | Stimmen | in % | Anmerkungen     |
| --------------------------------- | -------- | ------- | ---- | --------------- |
| Maximilian von Seinsheim-Grünbach | Zentrum  | 10.816  | 0    | 0               |
| Hocheder                          | NLP      | 4696    | 0    | Generaldirektor |
| 0                                 | Sonstige | 48      | 0    | 0               |

### Reichstagswahl 1874
Es fand ein Wahlgang statt. 27.855 Männer waren wahlberechtigt. Die Zahl der abgegebenen Stimmen betrug 21.088, 15 Stimmen waren ungültig. Die Wahlbeteiligung betrug 75,8 %.
| Kandidat        | Partei   | Stimmen | in % | Anmerkungen |
| --------------- | -------- | ------- | ---- | ----------- |
| Karl Senestrey  | Zentrum  | 19.049  | 0    | 0           |
| Joseph Wispauer | NLP      | 2020    | 0    | 0           |
| 0               | Sonstige | 19      | 0    | 0           |

### Reichstagswahl 1877
Es fand ein Wahlgang statt. 28.034 Männer waren wahlberechtigt. Die Zahl der abgegebenen Stimmen betrug 17.435, 17 Stimmen waren ungültig. Die Wahlbeteiligung betrug 62,3 %.
| Kandidat                  | Partei   | Stimmen | in % | Anmerkungen |
| ------------------------- | -------- | ------- | ---- | ----------- |
| Karl Senestrey            | Zentrum  | 15.803  | 0    | 0           |
| Freiherr von Stauffenberg | NLP      | 1592    | 0    | 0           |
| 0                         | Sonstige | 40      | 0    | 0           |

### Reichstagswahl 1878
Es fand ein Wahlgang statt. 28.194 Männer waren wahlberechtigt. Die Zahl der abgegebenen Stimmen betrug 15.390, 19 Stimmen waren ungültig. Die Wahlbeteiligung betrug 54,7 %.
| Kandidat                  | Partei   | Stimmen | in % | Anmerkungen |
| ------------------------- | -------- | ------- | ---- | ----------- |
| Karl Senestrey            | Zentrum  | 14.354  | 0    | 0           |
| Freiherr von Stauffenberg | NLP      | 653     | 0    | 0           |
| Dr. Pötzel                | Lib      | 165     | 0    | 0           |
| Pachmayr                  | Lib      | 128     | 0    | 0           |
|                           | Lib      | 70      | 0    | 0           |
| 0                         | Sonstige | 20      | 0    | 0           |

### Reichstagswahl 1881
Es fand ein Wahlgang statt. 26.963 Männer waren wahlberechtigt. Die Zahl der abgegebenen Stimmen betrug 10.106, 8 Stimmen waren ungültig. Die Wahlbeteiligung betrug 37,3 %.
| Kandidat       | Partei   | Stimmen | in % | Anmerkungen |
| -------------- | -------- | ------- | ---- | ----------- |
| Karl Senestrey | Zentrum  | 9890    | 0    | 0           |
| Wieninger      | Lib      | 103     | 0    | Bierbrauer  |
| Rieger         | Lib      | 41      | 0    | Kürschner   |
| 0              | Sonstige | 72      | 0    | 0           |

### Reichstagswahl 1890
Für die Reichstagswahl 1890 sind keine Wahlkreisabkommen bekannt. Es fand ein Wahlgang statt. Die Zahl der Wahlberechtigten betrug 27.075, die Zahl der Wähler 14.239. Die Wahlbeteiligung betrug 52,6 %. 15 Stimmen waren ungültig.
| Kandidat          | Partei   | Stimmen | in %   | Anmerkungen        |
| ----------------- | -------- | ------- | ------ | ------------------ |
| von Brandt        | NLP      | 1327    | 9,3 %  | Baurat in St. Zeno |
| 0                 | NLP      | 53      | 0,4 %  | 0                  |
| Georg von Vollmar | SPD      | 179     | 1,3 %  | 0                  |
| Anton Lehemeir    | Zentrum  | 12.643  | 88,9 % | 0                  |
| 0                 | Sonstige | 0,1 %   | 0      |                    |

### Reichstagswahl 1893
Für die Reichstagswahl 1893 sind keine Wahlkreisabkommen bekannt. Es fand ein Wahlgang statt. Die Zahl der Wahlberechtigten betrug 27.381, die Zahl der Wähler 14.727. Die Wahlbeteiligung betrug 53,8 %. 17 Stimmen waren ungültig.
| Kandidat            | Partei   | Stimmen | in %   | Anmerkungen                  |
| ------------------- | -------- | ------- | ------ | ---------------------------- |
| Burkhardt           | NLP      | 692     | 4,7 %  | Villabesitzer in Reichenhall |
| Johann Baptist Sigl | Pt       | 512     | 3,5 %  | 0                            |
| Georg von Vollmar   | SPD      | 1189    | 8,1 %  | 0                            |
| Anton Lehemeier     | Zentrum  | 10.475  | 71,2 % | 0                            |
| Joseph Huber        | Zentrum  | 1663    | 11,3 % | Ökonom in Forstkastl, MdL    |
| Hoeger              | Zentrum  | 74      | 0,5 %  | 0                            |
| 0                   | Sonstige | 0,2 %   | 0      |                              |

### Reichstagswahl 1898
Für die Reichstagswahl 1898 einigten sich SPD und Bayerischer Bauernbund auf ein Wahlkreisabkommen. Danach unterstützte der Bauernbund den SPD-Kandidaten im Wahlkreis Oberbayern 7 und die SPD den Bauernbund-Kandidaten im Wahlkreis Oberbayern 8 in der Stichwahl. Da es keine Stichwahl gab, war die Vereinbarung letztlich ohne Wirkung. Es fand ein Wahlgang statt. Die Zahl der Wahlberechtigten betrug 28.664, die Zahl der Wähler 17.013. Die Wahlbeteiligung betrug 59,4 %. 45 Stimmen waren ungültig.
| Kandidat          | Partei   | Stimmen | in %   | Anmerkungen |
| ----------------- | -------- | ------- | ------ | ----------- |
| Georg Eisenberger | BB       | 6961    | 41,0 % | 0           |
| Georg von Vollmar | SPD      | 777     | 4,6 %  | 0           |
| Anton Lehemeier   | Zentrum  | 9144    | 53,9 % | 0           |
| 0                 | Sonstige | 0,6 %   | 0      |             |

### Reichstagswahl 1903
Für die Reichstagswahl 1903 hatte der Waldbauernbund mit Spannring einen Gegenkandidaten zum Kandidaten des Bayerischen Bauernbundes aufgestellt. Spannring sprach sich im Gegensatz zu Stauderer für einen niedrigen Getreidezoll aus. Es fand ein Wahlgang statt. Die Zahl der Wahlberechtigten betrug 29.783, die Zahl der Wähler 20.060. Die Wahlbeteiligung betrug 67,4 %. 60 Stimmen waren ungültig.
| Kandidat        | Partei       | Stimmen | in %   | Anmerkungen                          |
| --------------- | ------------ | ------- | ------ | ------------------------------------ |
| Stauderer       | BB           | 2516    | 12,6 % | Landrat in Brünnhausen               |
| Wenng           | CS           | 213     | 1,1 %  | 0                                    |
| Scheicher       | NLP          | 1247    | 6,2 %  | Privatier in Traunstein              |
| Schorer         | SPD          | 1713    | 8,6 %  | Buchdruckereibesitzer in Freilassing |
| Spannring       | Unabhängiger | 1241    | 6,2 %  | Ökonom in Inzell                     |
| Anton Lehemeier | Zentrum      | 13.030  | 65,1 % | 0                                    |
| 0               | Sonstige     | 0,2 %   | 0      |                                      |

### Reichstagswahl 1907
Für die Reichstagswahl 1907 einigten sich die liberalen Parteien NLP, FVg und DVP auf den freisinnigen Kandidaten. Es fand ein Wahlgang statt. Die Zahl der Wahlberechtigten betrug 31.246, die Zahl der Wähler 22.180. Die Wahlbeteiligung betrug 71,0 %. 69 Stimmen waren ungültig.
| Kandidat          | Partei   | Stimmen | in %   | Anmerkungen              |
| ----------------- | -------- | ------- | ------ | ------------------------ |
| Georg Eisenberger | BB       | 2310    | 10,5 % | 0                        |
| Mayr              | FVg      | 1777    | 8,0 %  | Bauamtmann in Traunstein |
| Adolf Müller      | SPD      | 2145    | 9,7 %  | MdL                      |
| Anton Lehemeier   | Zentrum  | 15.855  | 71,7 % | 0                        |
| 0                 | Sonstige | 0,1 %   | 0      |                          |

### Reichstagswahl 1912
Für die Reichstagswahl 1912 einigten sich die liberalen Parteien NLP und FoVP auf den freisinnigen Kandidaten. Es fand ein Wahlgang statt. Die Zahl der Wahlberechtigten betrug 32.144, die Zahl der Wähler 24.390. Die Wahlbeteiligung betrug 75,9 %. 219 Stimmen waren ungültig.
| Kandidat            | Partei   | Stimmen | in %   | Anmerkungen |
| ------------------- | -------- | ------- | ------ | ----------- |
| Georg Eisenberger   | BB       | 4415    | 18,3 % | 0           |
| Schiffmann          | FoVP     | 1804    | 7,5 %  | Hofkonditor |
| Georg Mauerer       | SPD      | 2911    | 12,0 % | MdL         |
| Simon Angerpointner | Zentrum  | 15.013  | 62,1 % | 0           |
| 0                   | Sonstige | 0,1 %   | 0      |             |